# Esse (Cameroun)
Pour les articles homonymes, voir Esse (homonymie).
Esse est une commune du Cameroun située dans la région du Centre et le département de la Méfou-et-Afamba. Elle est limitée par les communes d’Awaé à l’est, Edzendouan à l’ouest, Olanguina au nord-est, Afanloum au sud et Soa.

## Histoire
La commune a été créée par arrêté no 537 du 21 août 1952, mais son territoire a été modifié par le décret no 77/23 du 29 juin 1977 au moment de la création de la commune d’Awaé. Il a été une nouvelle fois modifié en 1995, lorsque les communes d’Afanloum et Edzendouan ont été créées à leur tour.

## Population
Lors du recensement de 2005, la commune comptait 16 822 habitants, dont 2 360 pour la ville d'Esse.
Ce sont principalement des Mvele. La population est majoritairement catholique, mais on y dénombre aussi des protestants, des pentecôtistes ou des témoins de Jéhovah.

## Organisation

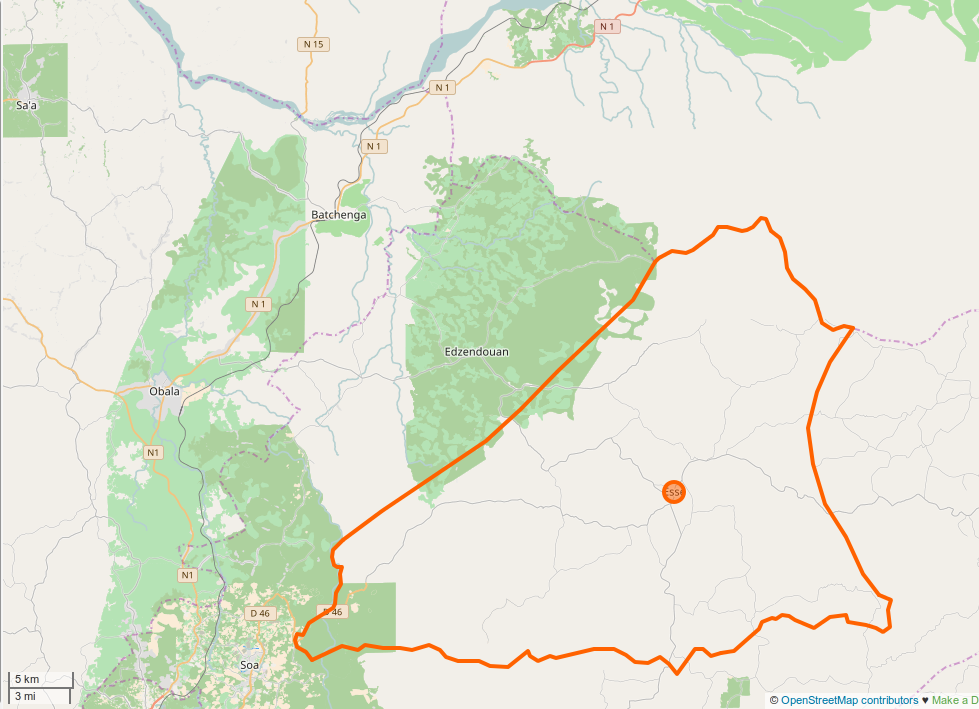

Outre Esse proprement dit, la commune comprend les villages suivants :
- Afanétouana
- Akpak
- Awaé
- Bikong
- Bikoue
- Ebodoumou
- Ebogo
- Ebolzok
- Ekoum-Douma I
- Ekoumoudouma
- Esse Village
- Etoutoua
- Ewot
- Feg Mibang
- Koutou
- Longo
- Loum
- Mbamayok
- Mbemedzou
- Mbenoa
- Mbessi I
- Mbessi II
- Mebem
- Meboé
- Mendombo
- Mendoumbo
- Mendoumbou
- Mengala
- Mengossa
- Mengueme
- Mevo Mevo
- Mfandena
- Mfekoundi
- Mfou
- Minkomilala
- Minkoumou
- Mveng
- Mvom
- Ndombo
- Ngat I
- Ngat II
- Ngonwa I
- Ngonwa II
- Ngoundou
- Nkolafamba
- Nkolavolo II
- Nkolba
- Nkoleyanga
- Nkolmbonde
- Nkomeyo
- Nomayos
- Nsimi-Yetoulou
- Ondoundou
- Ongandi

## Jumelage
- Lamalou-les-Bains (France)

## Personnalités nées à Esse
- Libom Li Likeng née Mendomo Minette, femme politique née à Mveng